# Tixán
Tixán ist eine Ortschaft und eine Parroquia rural („ländliches Kirchspiel“) im Kanton Alausí der ecuadorianischen Provinz Chimborazo. Die Parroquia besitzt eine Fläche von 102,8 km². Die Einwohnerzahl lag im Jahr 2010 bei 2084.

## Lage
Die Parroquia Tixán liegt im Andenhochtal im Norden des Kantons Alausí. Der Hauptort Tixán befindet sich an der Fernstraße E35 (Alausí–Riobamba), 7 km nordöstlich des Kantonshauptortes Alausí auf einer Höhe von 2930 m. Die Bahnstrecke Alausí–Riobamba führt westlich an Tixán vorbei. Der Pumachaca, ein rechter Nebenfluss des Río Chanchán, entwässert das Areal nach Südwesten.
Die Parroquia Tixán grenzt im Norden und im Osten an die Parroquias Palmira und Guamote (beide im Kanton Guamote), im Süden an die Parroquias Achupallas und Guasuntos sowie im Südwesten und im Westen an die Parroquia Alausí.

## Geschichte
Die erste Siedlung in dem Gebiet war Tiquizambi. Diese lag in der heutigen Kommune (Comunicad) Pueblo Viejo und wurde während eines starken Erdbebens im Jahr 1698 vollständig zerstört. Am 11. Juni 1861 wurde die Parroquia Tixán gegründet.